# Ochyrocera simoni
Ochyrocera simoni is een spinnensoort uit de familie Ochyroceratidae. De soort komt voor in Mexico.